# 肯普氏花鱂
肯普氏花鱂，為輻鰭魚綱鯉齒目鯉齒亞目花鳉科的其中一種，分布於南美洲蘇利南的淡水流域，棲息在底中層水域，生活習性不明。

## 擴展閱讀
維基物種上的相關：肯普氏花鱂